# Psoralea pallida
Psoralea pallida är en ärtväxtart som beskrevs av Nancy Tyson Burbidge. Psoralea pallida ingår i släktet Psoralea och familjen ärtväxter. Inga underarter finns listade i Catalogue of Life.